# Yaguine
Yaguine ist eine Kleinstadt und Hauptsiedlung (chef-lieu) der Commune de Toya im Kreis Cercle of Yélimané in der Region Kayes im Südwesten von Mali.

## Geographie
Der Ort liegt in der Ebene auf ca. 73 m an Quellbächen (Fiumara) des Kolimbine.
Die Grenze zu Mauretanien liegt nur etwa 10 km weiter westlich. Im Umkreis liegen die Ortschaften Moussala, Bidandij (N), Dionkoulané (SO), Gory Diafounou.

## Persönlichkeiten
- Mamoudou Gassama (* 1996), „Spiderman von Paris“.